# Ephippus
Ephippus es un género de peces actinopeterigios marinos, distribuidos por aguas del este del océano Atlántico, océano Pacífico y océano Índico.

## Especies
Existen dos especies reconocidas en este género:
- Ephippus goreensis Cuvier, 1831
- Ephippus orbis (Bloch, 1787)

Además de dos especies fósiles:
- † Ephippus longipennis Agassiz, 1842
- † Ephippus oblongus Agassiz, 1842